# Nacka musikklasser
Nacka musikklasser är en specialiserad kompletteringsutbildning inom musik vid två grundskolor i Nacka kommun, startad år 1984. Ej att sammanblanda med likaledes kommunala Nacka musikskola. 
Nacka musikklasser, med inspiration från Adolf Fredriks musikklasser, fick regeringens tillstånd att som tredje kommun i Sverige (kort efter Sollentuna musikklasser) startas 1984 som ett komplement till den vanliga grundskoleundervisningen för årskurs 4-9 och till Nacka musikskola, med vilken ett regelbundet samarbete sker med undervisning och evenemang. Drygt 320 elever vid Järla och Eklidens skola deltar efter intagningsprov i musikundervisningen med huvudinriktning på körsång.
Musikklassernas körer har genom åren medverkat i en mängd officiella sammanhang, konserter och körfestivaler i Sverige och utomlands, däribland vid Riksdagens högtidliga öppnande och andra sammanhang i Sveriges riksdag, Idrottsgalan och andra program i Sveriges Television, på Kungliga slottet och andra kungliga sammanhang, Stockholms stadshus, Kungliga Operan, Stockholms konserthus, Eric Ericsonhallen, med Dalai Lama i Globen, i St Pauls Cathedral i London och Centre Culturel Suédois i Paris. 
Startåret 1984 och sedan 1991 har man givit en årlig luciakonsert med olika kända artister och musiker i Berwaldhallen med sändning i Sveriges Radio. Körerna har medverkat vid jubileer och stödgalor för organisationer som Unicef, Rädda barnen, Röda korset, Barncancerfonden, Svenska kyrkan, Stockholms Stadsmission. Turnéer och festivaldeltagande har skett i länder som England, Frankrike, Italien, Spanien, Tjeckien, Ungern, Sydafrika och USA, samt medverkan i ett flertal musikaler och scenproduktioner på bland annat Dieselverkstaden i Nacka och Folkoperan.
Nacka musikklasser har sedan 1985 givit ut eller medverkat på drygt tio skivor med artister som Georg Riedel, Ale Möller, Marie Fredriksson, Lill Lindfors, Tommy Körberg, Titti Sjöblom, Hasse Alfredson.
(Se vidare: Musikklass.)